# Клюкин, Олег Павлович
Олег Павлович Клюкин (20.9.1929, с. Василёво Нижегородской губернии — 21.8.2002) — Заслуженный художник РФ.

## Биография
Олег Павлович родился 20.9.1929 в с. Василёво Нижегородской губернии.
В 1946 году поступил в Ярославское художественное училище. В 1949 году перевёлся в Горьковское художественное училище, которое закончил в 1951 году. С этого же года начинает участвовать в художественных выставках.
С 1952 по 1965 год жил и работал в г. Грозном. В 1957 году в составе делегации Чечено-Ингушской АССР был участником VI Всемирного фестиваля молодёжи и студентов в Москве.
В 1960 году был принят в члены Союза Художников СССР.
В 1965 году перевелся в Московское отделение Союза Художников РФ и переехал на жительство в г. Ногинск.
Последние годы жизни О. П. Клюкин жил и работал за Волгой в окрестностях старинного русского города Городец, где создал целый ряд полотен на крестьянскую тему, многочисленные пейзажи и натюрморты.

## Творчество
О. П. Клюкин писал пейзажи, тематические картины, портреты, натюрморты.
Многие его полотна написаны в горах Чечни, в аулах Ингушетии, на берегах Каспия, в городе Грозном, в Подмосковье и особенно в Поволжье, включены в музейные экспозиции.

## Выставки
Картины О. П. Клюкина экспонировались на зональных, республиканских и всесоюзных художественных выставках в частности:
- Всесоюзные выставки

«Художники детям» (1967)
«Слава труду» (1976)
«СтранаСоветов» (1987)
- Республиканская выставка «Советская Россия»

1960
1965
1975
1980
1985
- Всероссийские выставки

«Моё Нечерноземье» (1977)
«60 лет Великого Октября» (1977)
«25-Летие разгрома немецко-фашистских войск под Москвой» (1966)
«По родной стране» (1981)
«Защитникам Отечества посвящается» (1990)
«Натюрморт» (1973)
«Русский пейзаж» (Ленинград)
«Выставка, посвященная 850-летию Москвы» (1997)
«Край вдохновения» (1982)
- Зональные выставки

«Советский Юг» (1964)
«В едином строю» (1969)
«Художники центральных областей России» (1974)
«Подмосковье» (1980, 1984, 1996)
«Художники Центра России, Ченоземья и Нечерноземья» (1997)
- Прочие выставки

в Чехословакии, Болгарии, Германии, Франции, США, Великобритании и других странах.
Репродукции его произведений опубликованы в альбомах: «Живопись мастеров Российской Федерации», «Ради жизни на земле», «Край вдохновения» и других.
Картины О. П. Клюкина находятся в 14 музеях и галереях России, в том числе:
- Центральный музей Великой Отечественной войны 1941—1945 гг. г. Москва, Поклонная Гора;
- Новгородский историко-художественный музей-заповедник;
- Белозерский историко-художественный музей;
- в художественных галереях гг. Твери, Екатеринбурга, Бухты Проведения, Краснодарского и Ставропольского краёв, Чувашской АР и других;

Картины так же представлены в различных галереях и частных собраниях по всему миру: в Национальной Галерее современного искусства г. Глазго (Великобритания), в галереях и частных собраниях Франции, США, Великобритании, Италии, Гонконга и других странах.

## Телевидение о О. П. Клюкине
Сюжет о художнике включен в фильм американского телевидения «Лик России», презентация которого состоялась в Конгрессе США в 1998 году.

## Награды
- Почётная Грамота Президиума Верховного Совета РСФСР за заслуги в области изобразительного искусства[5].
- Заслуженный художник РФ[6].